# Aparhant
Aparhant es un pueblo ubicado en el distrito de Bonyhád, en el condado de Tolna, Hungría.

## Superficie
Posee una superficie de 17,97 kilómetros cuadrados.

## Demografía
Hasta 2019 la población era de 971 habitantes, con una densidad de población de 54,03 habitantes por kilómetro cuadrado.